# 11e cérémonie des International Indian Film Academy Awards
La 11e cérémonie des IIFA Awards s'est déroulée le 5 juin 2010 à Colombo, capitale du Sri Lanka. 3 Idiots de Rajkumar Hirani est le film qui a reçu le plus grand nombre de prix.
Le choix du Sri Lanka a été vivement critiqué par les membres de l'industrie cinématographique tamoule qui y ont vu un soutien implicite au régime en place, soupçonné de crimes de guerre à l'encontre des civils tamouls par plusieurs organisations internationales. Ils ont majoritairement boycotté la cérémonie, Mani Ratnam refusant que son film Raavan y soit projeté. Plusieurs stars de Bollywood dont Amitabh Bachchan, Abhishek Bachchan, Aishwarya Rai et Shahrukh Khan se sont joints au mouvement.

## Récompenses et nominations

### Récompenses populaires
Elles sont attribuées par le public qui vote à partir d'une sélection effectuée par l'International Indian Film Academy.
Meilleur film
- 3 Idiots : lauréat
- Wanted
- Dev.D
- Kaminey
- Paa

Meilleur réalisateur
- Rajkumar Hirani - 3 Idiots : lauréat
- Anurag Kashyap - Dev.D
- Ayan Mukerji - Wake Up Sid
- Vishal Bhardwaj - Kaminey
- Imtiaz Ali - Love Aaj Kal
- R.Balki - Paa

Meilleur acteur
- Amitabh Bachchan - Paa : lauréat
- Aamir Khan - 3 Idiots
- Saif Ali Khan - Love Aaj Kal
- Salman Khan - Wanted
- Shahid Kapoor - Kaminey
- Ranbir Kapoor - Wake Up Sid

Meilleure actrice
- Vidya Balan - Paa : lauréate
- Kareena Kapoor - 3 Idiots
- Priyanka Chopra - Kaminey
- Deepika Padukone - Love Aaj Kal
- Mahie Gill - Dev.D

Meilleur second rôle masculin
- Sharman Joshi - 3 Idiots : lauréat
- Irrfan Khan - New York
- Madhavan - 3 Idiots
- Abhimanyu Singh - Gulal
- Abhishek Bachchan - Paa
- Rishi Kapoor - Love Aaj Kal

Meilleur second rôle féminin
- Divya Dutta - Delhi 6 : lauréate
- Kalki Koechlin - Dev.D
- Arundhati Naag - Paa
- Supriya Pathak - Wake Up Sid
- Kirron Kher - Kurrban

Meilleur rôle comique
- Sanjay Dutt - All the Best: Fun Begins : lauréat
- Omi Vaidya (en) - 3 Idiots
- Ajay Devgan - All the Best: Fun Begins
- Johny Lever - De Dana Dan
- Govinda - Life Partner

Meilleur rôle négatif
- Boman Irani - 3 Idiots : lauréat
- Amol Gupte - Kaminey
- Prakash Raj - Wanted
- Kay Kay Menon - Gulal
- Aarya Babbar - Jail

Meilleur acteur débutant
- Omi Vaidya (en) et Jackie Bhagnani

Meilleure actrice débutante
- Jacqueline Fernandez et Mahie Gill

Meilleur compositeur
- Pritam - Love Aaj Kal : lauréat
- Shantanu Moitra (en) - 3 Idiots
- A.R. Rahman - Delhi 6
- Amit Trivedi - Dev.D
- Vishal Bhardwaj - Kaminey

Meilleure histoire
- Abhijat Joshi (en), Rajkumar Hirani et Vidhu Vinod Chopra - 3 Idiots : lauréat
- Ayan Mukherji - Wake Up Sid
- Anurag Kashyap et Vikramaditya Motwane - Dev.D
- Imtiaz Ali - Love Aaj Kal
- R. Balki - Paa

Meilleures paroles
- Swanand Kirkire (en) - 3 Idiots : lauréat
- Prasoon Joshi - Delhi 6
- Irshad Kamil - Love Aaj Kal
- Gulzar - Kaminey
- Amitabh Bhattacharya - Dev.D

Meilleur chanteur de play-back
- Shaan - Behti Hawa Sa Tha Who (3 Idiots) : lauréat
- Mohit Chauhan - Masakali (Delhi 6)
- Sonu Nigam - All Izz Well (3 Idiots)
- Atif Aslam - Tu Jaane Na (Ajab Prem Ki Ghazab Kahani)
- Rahat Fateh Ali Khan - Aaj Din Chadiya (Love Aaj Kal)
- Sukhvinder Singh et Vishal Dadlani - Dan Te Nan (Kaminey)

Meilleure chanteuse de play-back
- Kavita Seth - Ek Tara (Wake Up Sid) : lauréate
- Shreya Ghoshal - Zoobi Doobi (3 Idiots)
- Rekha Bharadwaj - Sasural Genda Phool (Delhi 6)
- Sunidhi Chauhan - Chor Baazari (Love Aaj Kal)
- Shilpa Rao - Moodi Moodi (Paa)
- Tulsi Kumar - Hafiz Khuda (8X10 Tasveer)

### Récompenses spéciales
- Habitat For Humanity Ambassadorship : Salman Khan
- Contribution exceptionnelle au cinéma indien (homme) : J. Om Prakash
- Contribution exceptionnelle au cinéma indien (femme) : Zeenat Aman
- Accomplissement exceptionnel dans le cinéma mondial : Anil Kapoor
- IIFA Green Global Award : Vivek Oberoi

### Récompenses techniques
Elles sont attribuées directement par l'International Indian Film Academy.
Meilleur scénario
Abhijat Joshi (en), Rajkumar Hirani, Vidhu Vinod Chopra (3 Idiots)
Meilleur directeur de la photographie
C.K. Muraleedharan (en) (3 Idiots)
Meilleur dialogues
Rajkumar Hirani, Abhijat Joshi (en) (3 Idiots)
Meilleure musique (film)
Sanjay Wandrekar, Atul Raninga, Shantanu Moitra (en) (3 Idiots)
Meilleur montage
Rajkumar Hirani (3 Idiots)
Meilleur enregistrement sonore (film)
Bishwadeep Chatterjee, Nihal Ranjan Samel (3 Idiots)
Meilleur enregistrement sonore (chanson)
Bishwadeep Chatterjee, Sachi K Sanghvi (3 Idiots)
Meilleure post-synchronisation
Anup Dev (3 Idiots)
Meilleure chorégraphie
Bosco Martis, Caesar Gonsalves (Love Aaj Kal)
Meilleurs costumes
Anahita Shroff Adajania, Dolly Ahluwalia (Love Aaj Kal)
Meilleure direction artistique
Sabu Cyril (Aladin)
Meilleurs effets spéciaux visuels
Charles Darby - Eyecube Labs (Aladin)
Meilleures cascades
Shyam Kaushal (Kaminey)
Meilleur maquillage
Christien Tinsley, Domini Till (Paa)